# Печерська вулиця
Пече́рська ву́лиця — зникла вулиця, що існувала в Печерському районі міста Києва, місцевість Звіринець. Пролягала від  Болсуновської до Курганівської вулиці.
Прилучався Софронівський провулок.

## Історія
Вулиця відома з XIX століття під такою ж назвою. Ліквідована наприкінці 1980-х років у зв'язку зі знесенням старої забудови.
Однак фактично було ліквідовано лише завершальну частину вулиці (на її місці споруджено басейн «Юність»), а початкова частина збереглася. Один із будинків на Болсуновській вулиці має номер 16/2 (на ньому збереглася табличка «вул. Печерська, 2/16»), а номер будинку за ним — 4, що вказує, що нумерація залишилася від Печерської вулиці. Нині ця частина Печерської вулиці включена до складу Софронівського провулку.